# 19e régiment de tirailleurs sénégalais
Le 19e Régiment de Tirailleurs Sénégalais (ou 19e RTS) était un régiment français, créé en 1920 et dissout en 1921.

## Création et différentes dénominations
- 1920: Création du 19e Régiment de Tirailleurs Sénégalais à partir des:
- 1921: Dissolution du 19e Régiment de Tirailleurs Sénégalais

## Drapeau du régiment
Son drapeau ne porte aucune inscription:

## Sources et bibliographie
- Les Troupes de Marine 1622-1984, imprimé en France : avril 1986, Éditions LAVAUZELLE